# Premiul Globul de Aur pentru cea mai bună actriță într-o miniserie
Premiul Globul de Aur pentru cea mai bună actriță într-o miniserie sau într-un film pentru televiziune este unul dintre premiile care se acordă anual la gala Premiile Globul de Aur, și este decernat de Asociația de presă străină de la Hollywood (Hollywood Foreign Press Association, HFPA).

## Câștigători

### Anii 1980
- 1982: Jane Seymour – East of Eden
- 1983: Ingrid Bergman – A Woman Called Golda
- 1984: Ann-Margret – Who Will Love My Children?
- 1985: Ann-Margret – A Streetcar Named Desire
- 1986: Liza Minnelli – A Time to Live
- 1987: Loretta Young – Christmas Eve
- 1988: Gena Rowlands – The Betty Ford Story
- 1989: Ann Jillian – The Ann Jillian Story

### Anii 1990
- 1990: Christine Lahti – No Place Like Home
- 1991: Barbara Hershey – A Killing in a Small Town
- 1992: Judy Davis – One Against the Wind
- 1993: Laura Dern – Afterburn
- 1994: Bette Midler – Gypsy
- 1995: Joanne Woodward – Breathing Lessons
- 1996: Jessica Lange – A Streetcar Named Desire
- 1997: Helen Mirren – Losing Chase
- 1998: Alfre Woodard – Miss Evers' Boys
- 1999: Angelina Jolie – Gia

### Anii 2000
- 2000: Halle Berry – Introducing Dorothy Dandridge
- 2001: Judi Dench – The Last of the Blonde Bombshells
- 2002: Judy Davis – Life with Judy Garland: Me and My Shadows
- 2003: Uma Thurman – Hysterical Blindness
- 2004: Meryl Streep – Angels in America
- 2005: Glenn Close – The Lion in Winter
- 2006: S. Epatha Merkerson – Lackawanna Blues
- 2007: Helen Mirren – Elizabeth I
- 2008: Queen Latifah – Life Support
- 2009: Laura Linney – John Adams

### Anii 2010
- 2010: Drew Barrymore – Grey Gardens
- 2011: Claire Danes – Temple Grandin
- 2012: Kate Winslet - Mildred Pierce
- 2013: Julianne Moore - Game Change
- 2014: Elizabeth Moss - Top of the Lake
- 2015: Maggie Gyllenhaal - The Honourable Woman
- 2016: Lady Gaga - American Horror Story: Hotel
- 2017: Sarah Paulson - The People v. O. J. Simpson: American Crime Story
- 2018: Nicole Kidman - Big Little Lies
- 2019: Patricia Arquette - Escape at Dannemora

### Anii 2020
- 2020: Michelle Williams - Fosse/Verdon
- 2021: Anya Taylor-Joy - The Queen's Gambit
- 2022: Kate Winslet - Mare of Easttown
- 2023: Ali Wong - Beef
- 2024: Jodie Foster - True Detective